# 托斯卡尼 我想起你
《托斯卡尼 我想起你－李欣芸的音樂明信片》（Fantasia of Tuscany） 是李欣芸第二張個人創作音樂演奏專輯，所有作品的創作靈感來自遊歷不同國家而產生，以音符譜寫出歐洲多國的面貌。
專輯裏大量運用絃樂、長笛、法國號、手風琴伴奏，編曲較偏旋律性，也沒有華麗的編曲，只有簡單的旋律自己在說故事。除了創作，李欣芸更用LOMO相機拍下旅途中的風景，為專輯貢獻了超過五百張的照片，被應用在專輯內頁中。
2016年，誠品行旅The Chapter推出的「The Chapter Brunch香檳早午餐」，邀請李欣芸以「托斯卡尼，我想起你(Fantasia of Tuscany)」、「陽光・舞甜・橙(Bossa Sweet Orange)」兩張個人創作演奏專輯為發想主軸，延伸出餐點與樂曲的美妙結合。
本專輯榮獲第19屆金曲獎流行音樂「演奏類最佳專輯獎」，並同時入圍「最佳專輯製作人獎」。

## 曲目
| 曲序 | 曲名                 | 作曲   | 編曲   | 樂手 |
| ---- | -------------------- | ------ | ------ | --- |
| 01   | 托斯卡尼我想起你     | 李欣芸 | 李欣芸 | 製作群 ： 手風琴：王雁盟 鋼琴：李欣芸 長笛：吳曉貞 單簧管：林佩筠 雙簧管：李佩琪 法國號：蕭崇傑 小提琴：侯勇光 中提琴：洪章文、李思琪 大提琴：陳怡婷、連亦先 吉他：盧家宏、柯智豪 貝斯：江力平 鼓、打擊樂：李守信、劉詩偉 女聲：艾青 |
| 02   | 愛笑的房子           | 李欣芸 | 李欣芸 | 製作群 ： 手風琴：王雁盟 鋼琴：李欣芸 長笛：吳曉貞 單簧管：林佩筠 雙簧管：李佩琪 法國號：蕭崇傑 小提琴：侯勇光 中提琴：洪章文、李思琪 大提琴：陳怡婷、連亦先 吉他：盧家宏、柯智豪 貝斯：江力平 鼓、打擊樂：李守信、劉詩偉 女聲：艾青 |
| 03   | 焦糖圓舞曲           | 李欣芸 | 李欣芸 | 製作群 ： 手風琴：王雁盟 鋼琴：李欣芸 長笛：吳曉貞 單簧管：林佩筠 雙簧管：李佩琪 法國號：蕭崇傑 小提琴：侯勇光 中提琴：洪章文、李思琪 大提琴：陳怡婷、連亦先 吉他：盧家宏、柯智豪 貝斯：江力平 鼓、打擊樂：李守信、劉詩偉 女聲：艾青 |
| 04   | 爵士哈力克           | 李欣芸 | 李欣芸 | 製作群 ： 手風琴：王雁盟 鋼琴：李欣芸 長笛：吳曉貞 單簧管：林佩筠 雙簧管：李佩琪 法國號：蕭崇傑 小提琴：侯勇光 中提琴：洪章文、李思琪 大提琴：陳怡婷、連亦先 吉他：盧家宏、柯智豪 貝斯：江力平 鼓、打擊樂：李守信、劉詩偉 女聲：艾青 |
| 05   | 天使的凝望           | 李欣芸 | 李欣芸 | 製作群 ： 手風琴：王雁盟 鋼琴：李欣芸 長笛：吳曉貞 單簧管：林佩筠 雙簧管：李佩琪 法國號：蕭崇傑 小提琴：侯勇光 中提琴：洪章文、李思琪 大提琴：陳怡婷、連亦先 吉他：盧家宏、柯智豪 貝斯：江力平 鼓、打擊樂：李守信、劉詩偉 女聲：艾青 |
| 06   | 玻璃湖森林           | 李欣芸 | 李欣芸 | 製作群 ： 手風琴：王雁盟 鋼琴：李欣芸 長笛：吳曉貞 單簧管：林佩筠 雙簧管：李佩琪 法國號：蕭崇傑 小提琴：侯勇光 中提琴：洪章文、李思琪 大提琴：陳怡婷、連亦先 吉他：盧家宏、柯智豪 貝斯：江力平 鼓、打擊樂：李守信、劉詩偉 女聲：艾青 |
| 07   | 五個迷路的小村       | 李欣芸 | 李欣芸 | 製作群 ： 手風琴：王雁盟 鋼琴：李欣芸 長笛：吳曉貞 單簧管：林佩筠 雙簧管：李佩琪 法國號：蕭崇傑 小提琴：侯勇光 中提琴：洪章文、李思琪 大提琴：陳怡婷、連亦先 吉他：盧家宏、柯智豪 貝斯：江力平 鼓、打擊樂：李守信、劉詩偉 女聲：艾青 |
| 08   | 流過城市一條溫柔的河 | 李欣芸 | 李欣芸 | 製作群 ： 手風琴：王雁盟 鋼琴：李欣芸 長笛：吳曉貞 單簧管：林佩筠 雙簧管：李佩琪 法國號：蕭崇傑 小提琴：侯勇光 中提琴：洪章文、李思琪 大提琴：陳怡婷、連亦先 吉他：盧家宏、柯智豪 貝斯：江力平 鼓、打擊樂：李守信、劉詩偉 女聲：艾青 |
| 09   | 移動的城堡           | 李欣芸 | 李欣芸 | 製作群 ： 手風琴：王雁盟 鋼琴：李欣芸 長笛：吳曉貞 單簧管：林佩筠 雙簧管：李佩琪 法國號：蕭崇傑 小提琴：侯勇光 中提琴：洪章文、李思琪 大提琴：陳怡婷、連亦先 吉他：盧家宏、柯智豪 貝斯：江力平 鼓、打擊樂：李守信、劉詩偉 女聲：艾青 |
| 10   | 哩程數未滿           | 李欣芸 | 李欣芸 | 製作群 ： 手風琴：王雁盟 鋼琴：李欣芸 長笛：吳曉貞 單簧管：林佩筠 雙簧管：李佩琪 法國號：蕭崇傑 小提琴：侯勇光 中提琴：洪章文、李思琪 大提琴：陳怡婷、連亦先 吉他：盧家宏、柯智豪 貝斯：江力平 鼓、打擊樂：李守信、劉詩偉 女聲：艾青 |

## 外部連結
- 音樂旅人李欣芸 LOMO記錄流浪影像[]
- 風潮20週年慶 李欣芸備受恩賜的創作人
- 香味生活旅人－李欣芸的音樂旅程.佳音聖樂網.2016-03-04
- 國際漫遊後　音樂才女李欣芸續打托斯卡尼的異國風.NOWnews 今日新聞.2007-11-20[]